# Hogeweg (Smallingerland)
De Hogeweg, verdeeld in de Noorderhogeweg en Zuiderhogeweg, is een noord-zuid lopende weg voor doorgaand verkeer in de Friese plaats Drachten.

## Geschiedenis
De dorpen Noorderdrachten en Zuiderdrachten waren door gemeenschappelijke belangen, vooral inzake waterschap, met enkele andere dorpen gebundeld in één grietenij. De Noorder- en Zuiderhogeweg werden door de grietenij Smallingerland beschouwd als een waterkering. De weg moest het stijgende water van de Smalle en Wijde Ee kunnen weerstaan en was tevens een verkeersweg. De Hogeweg maakte deel uit van een vroegtijdige 'woudenroute', in 1453 werden door de noordoosthoek van Friesland (kwartier Oostergo) bepalingen opgesteld voor de veiligheid van langs deze zandweg reizende kooplui. Drachtster boeren maakten voordien al lang en breed gebruik van deze weg en sommigen menen daarom dat de weg wellicht al eeuwen ouder zou kunnen zijn en dat de waterstaatkundige organisatie rond de weg mede bepalend is geweest voor de eenheid en omvang van de grietenij. De weg werd in de 17e eeuw ook meerdere keren genoemd, de eigenaren van 360 percelen langs de weg waren toen verantwoordelijk voor het onderhoud.
De Noorderhogeweg liep vanaf de Pijpbrug, aanvankelijk een draaibrug en vanaf 1710 een valbrug over de Drachtster Compagnonsvaart, richting De Kletten (onder Opeinde) en stak de Burmaniasloot over waar op die plaats in 1603 nog een vallaat was. De weg ging verder naar de Oudegaasterweg.
De Zuiderhogeweg liep van de zuidzijde van de Pijpbrug naar het hamrik van Kortehemmen. Het gedeelte ten zuiden van de snelweg A7 heeft nog iets behouden van het oorspronkelijke karakter van de weg voordat het een weg voor autoverkeer werd. Het gedeelte ten noorden van de A7 werd in 1973 verbreed van een tweebaans- naar een vierbaansweg.
Na het doortrekken van de Drachtstervaart naar het centrum van Drachten, werd op de globale plek van de oude Pijpbrug in de Hogeweg een nieuwe hoge vaste brug gebouwd die de naam 'De Piip'  kreeg. Deze werd in oktober 2015 officieel geopend.

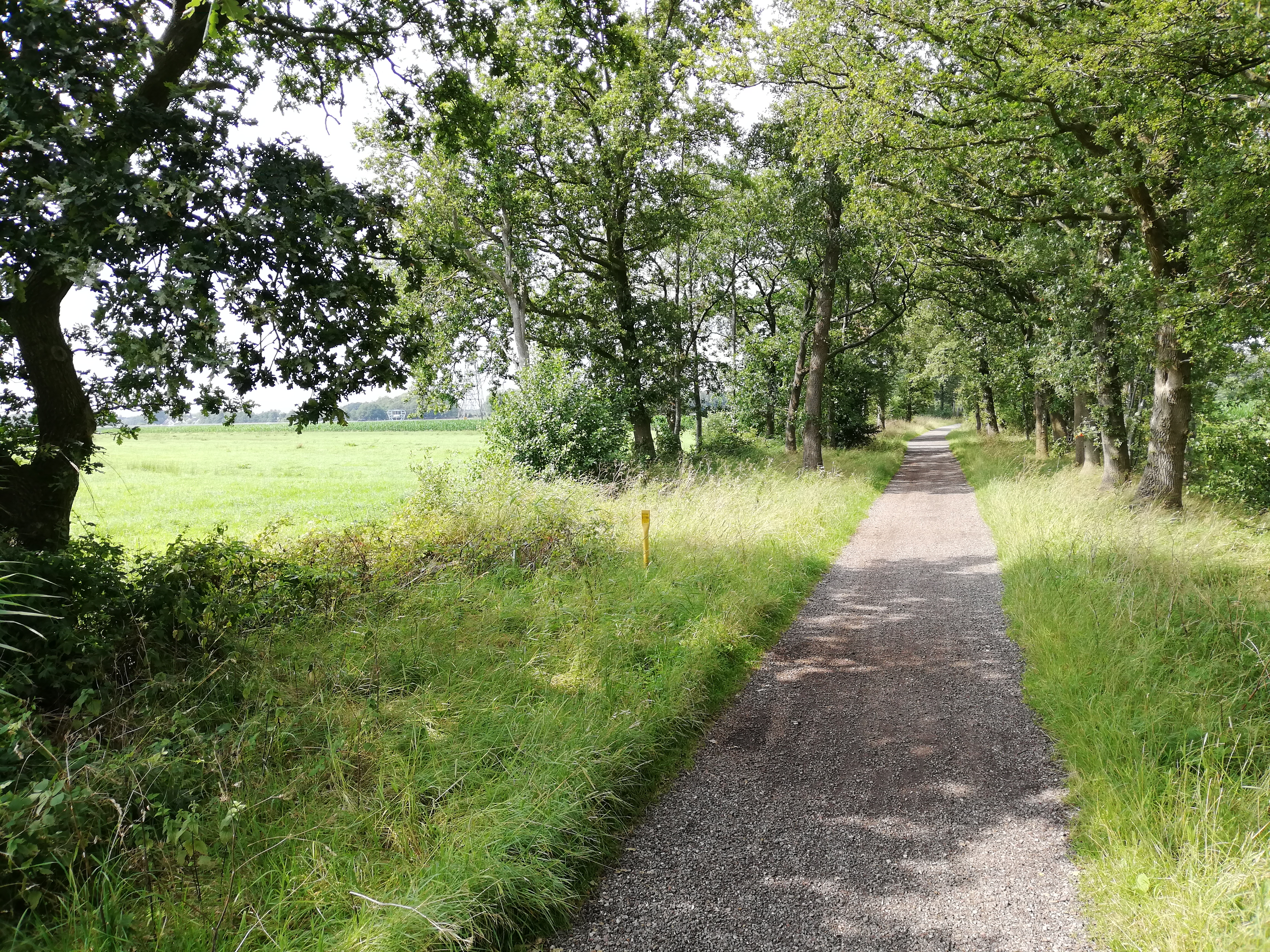
Zuiderhogeweg ten zuiden van de snelweg A7
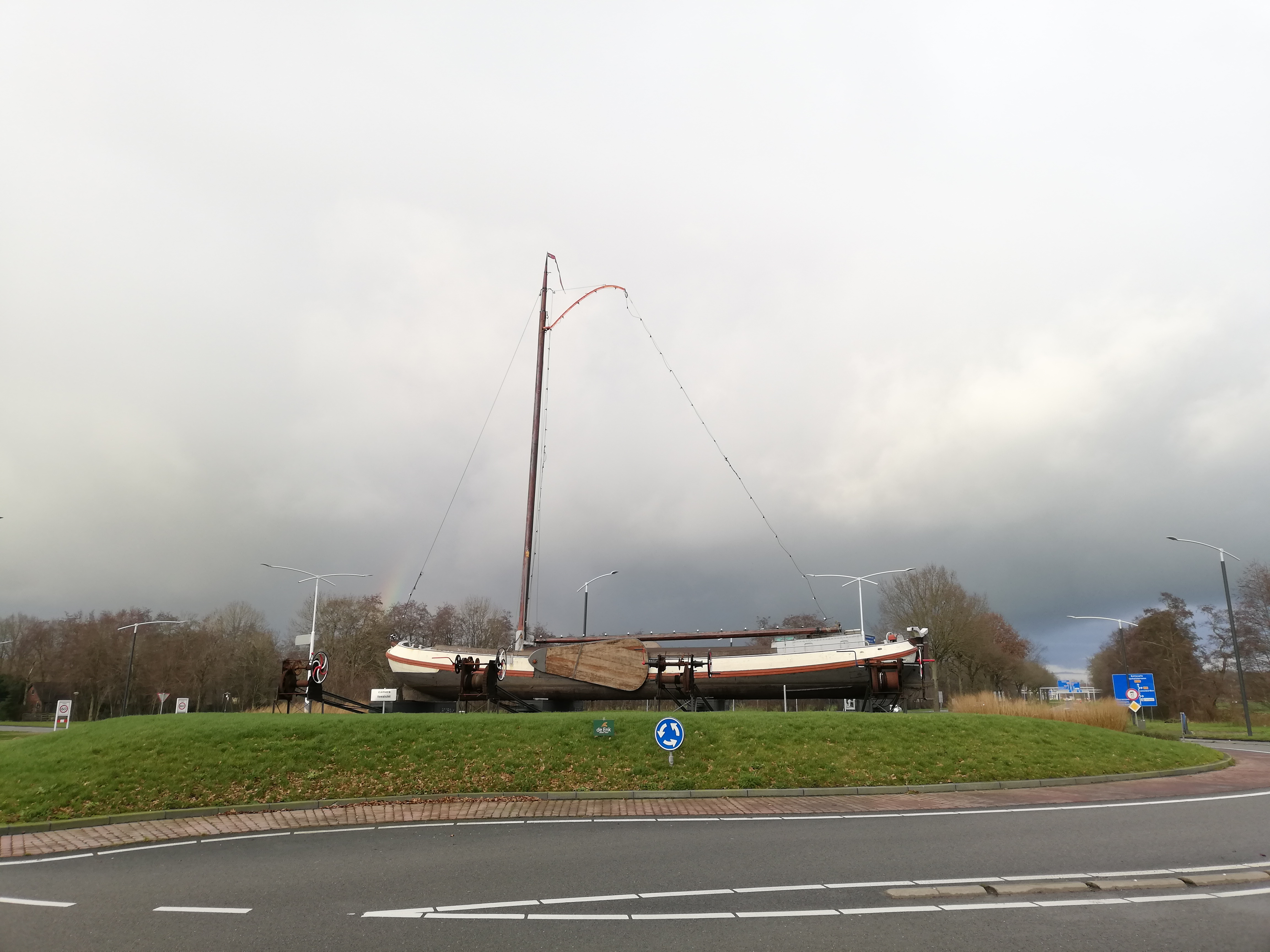
Skûtsje Hendrika op de rotonde Noorderhogeweg-Nijtap
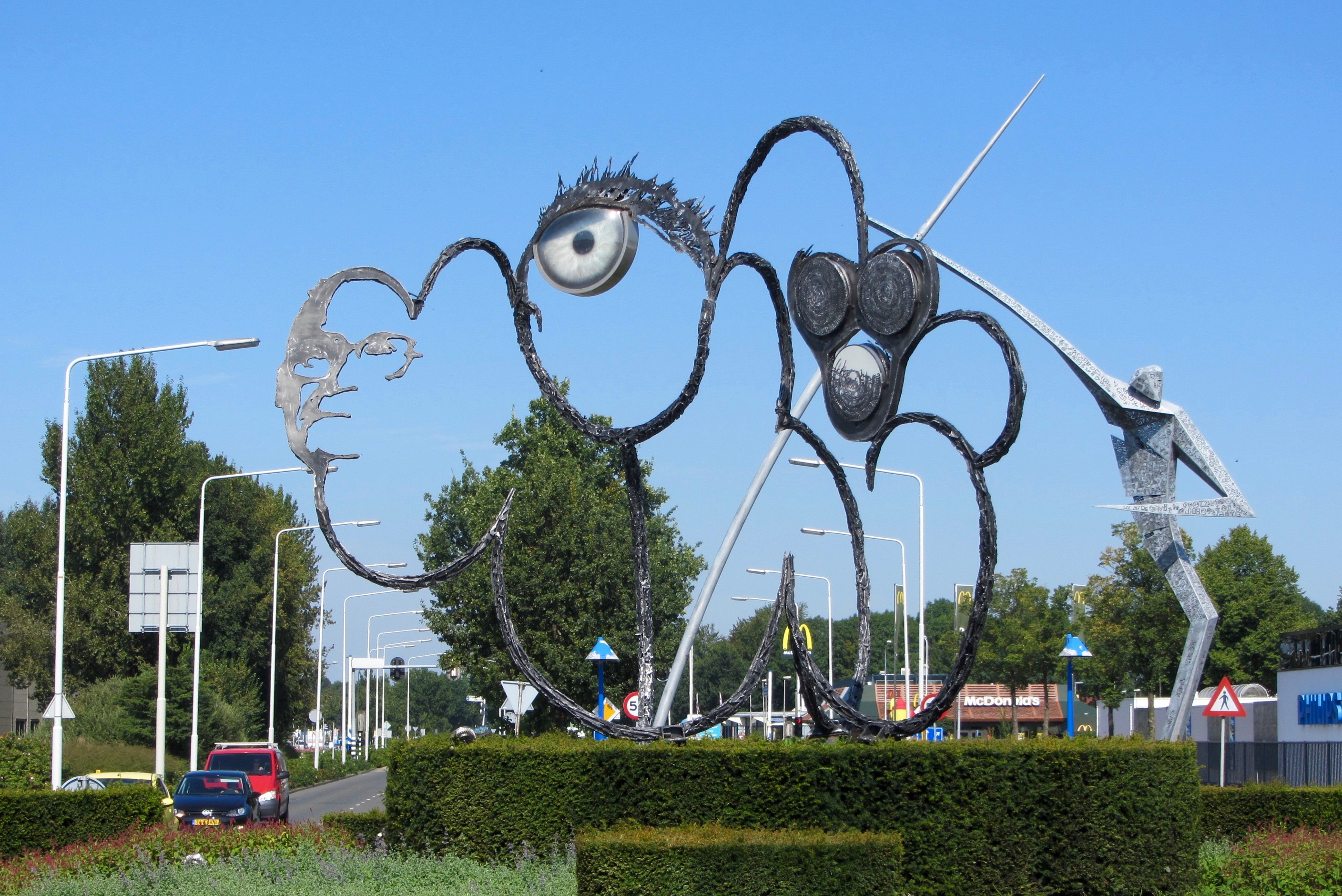
Kunstwerken 'Roundabout Us' en 'Fierljepper' ter hoogte van Philips
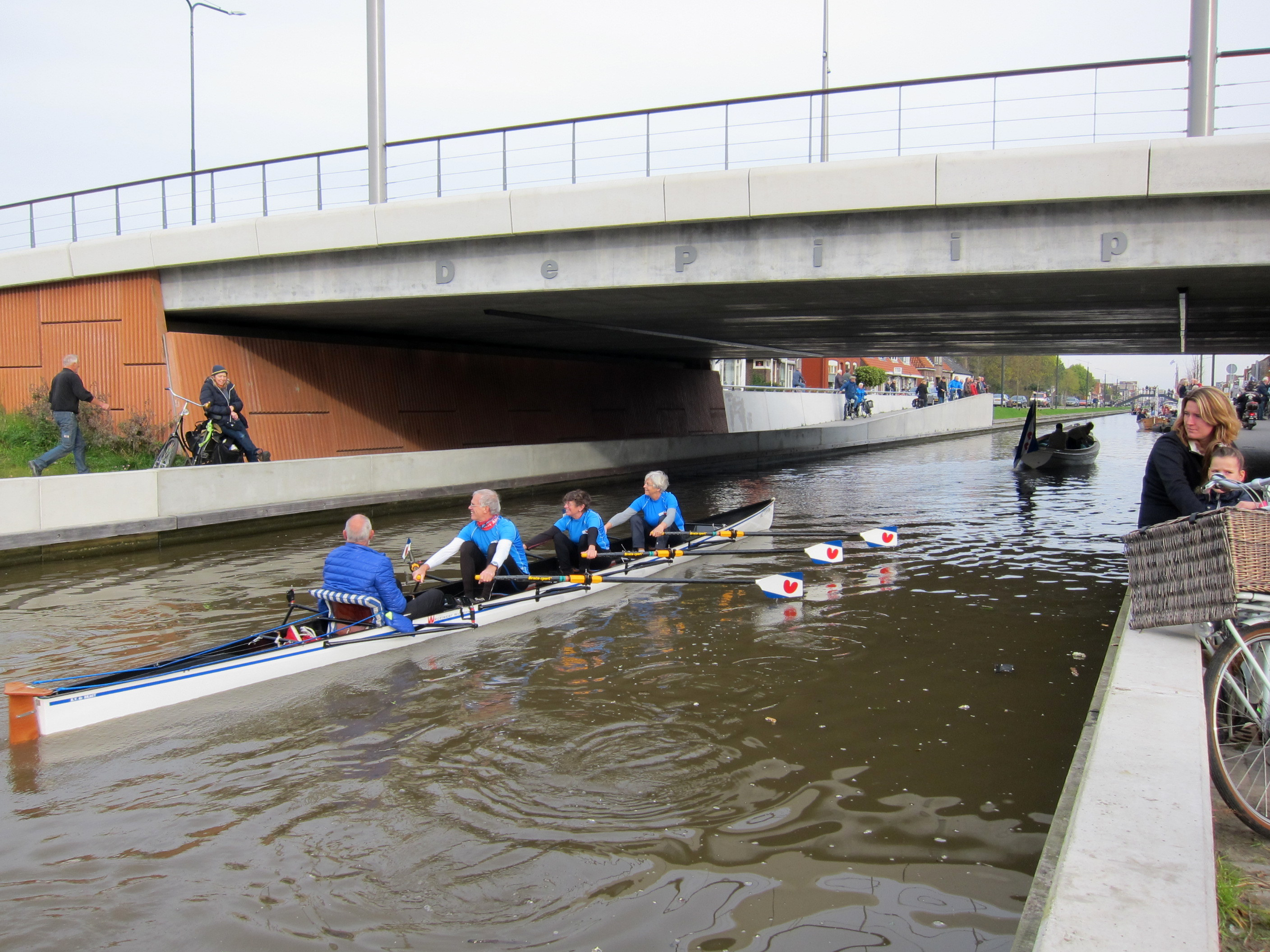
Brug 'De Piip' over de Drachtstervaart
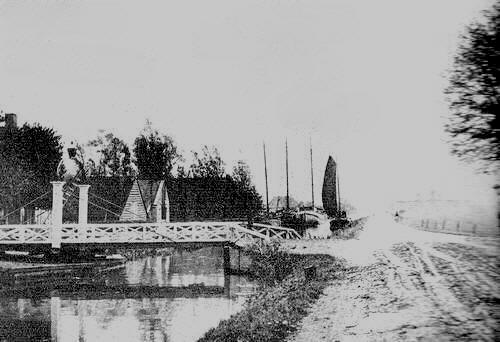
Voormalige Pijpbrug in de Hogeweg omstreeks 1910